# Manažerská role
Manažerská role je pojem z oblasti managementu. Ze sociologického hlediska je role manažera funkce, ve které manažer působí ve vztahu k jiným lidem, z hlediska managementu role vyjadřují specifické formy chování, které jsou potřebné k vykonání úkolu daného pracovního místa nebo práce. Manažerské role existují ve vztahu k podřízeným, nadřízeným, ke spolupracovníkům, majitelům a zákazníkům. Dělí se na:
- role formální - vyplývající z pracovních a formálních vztahů pracovníka v organizační struktuře společnosti (ředitel, vedoucí a jiní),
- role neformální - vyplývající z osobních vztahů mezi pracovníky (přítel, manžel).

Každý manažer zaujímá tři role, jsou jimi vedoucí, podřízený a spolupracovník, základní role každého manažera spočívá v pomoci skupině spolupracovníků splnit určitý úkol, udržet skupinu jako celek a zajistit, aby všichni spolupracovníci přispěli k řešení úkolu dle svých schopností a možností.

## Model tří kruhů
Tato základní role předpokládá splnění podmínek modelu tří kruhů, tento kruh má dvě fáze, tj. poznávací a realizační. V poznávací fázi je třeba poznat potřebu úkolu, poznat potřeby zachování skupiny a poznat individuální potřeby. Následuje fáze realizační, zde je třeba zajistit splnění úkolu, budovat a udržovat tým a stimulovat rozvoj jednotlivců.

## Konflikty rolí
Při plnění některých úkolů může docházet k určitému tlaku mezi konání role mezi spolupracovníky, to je tzv. konflikt rolí. Existují:
- konflikty mezi rolemi - pokud manažer hraje dvě nebo více rolí, které jsou neslučitelné a
- konflikty uvnitř role - pokud manažer má rozdílné nebo protichůdné požadavky v konání rolí. Dělí se na:
  - nekompatibilita rolí - např. nadřízený očekává jiní řešení situace než podřízení
  - přetížení rolemi - manažer má moc rolí, řešením je distribuce rolí jiným pracovníkům
  - nevytížení rolí - pokud manažer dostane roli, která neodpovídá jeho požadavkům a schopnostem
  - mnohoznačnost rolí - není jasno, jaká je ta která role.

## Manažerské role dle Mintzberga
Nejznámější a nejcitovanější charakteristiku rolí zavedl v roce 1973 Henry Mintzberg, profesor řízení na McGillově univerzitě v Montrealu.
- Informační role
  - manažer vystupuje v roli jako příjemce informací - monitorování, třídění, zpracování a hodnocení zjištěných informací,
  - manažer vystupuje jako šiřitel informací - předávání informací směrem do organizace, tj. nadřízeným, podřízeným, spolupracovníkům,
  - manažer vystupuje jako mluvčí - předávání informací o firmě směrem ven, tj. zákazníkům, dodavatelům a jiným.
- Interpersonální role 
  - manažer vystupuje v roli jako lídr a spojovací článek - jednání s lidmi uvnitř organizace, koordinace a vedení podřízených, hodnocení, vzdělávání, řešení konfliktů,
  - manažer vystupuje v roli jako představitel organizace - jednání s lidmi mimo organizaci, propagace služeb a výrobků, obchodní jednání,
- Rozhodovací role
  - manažer vystupuje v roli jako podnikatel - vykonávání podnikatelských funkcí, získávání nových zákazníků a trhů, reagování na vnější změny,
  - manažer vystupuje v roli jako alokátor zdrojů - rozhodování o umístění zdrojů, zaměstnanců, rozšiřování výroby a jiné,
  - manažer vystupuje v roli jako vyjednavač a řešitel problémů - řešení krizových situací
  - manažer vystupuje v roli jako reprezentant organizace - zastupování organizace na veřejnosti a její prezentování.